# 김기현 (축구 선수)
김기현(2002년 4월 2일 ~ )는 대한민국의 축구 선수로, 포지션은 수비수이다. 현재 K4리그의 서울 노원 유나이티드 FC 소속이다.